# ベンゼン-1,2,4,5-テトラカルボン酸
ベンゼン-1,2,4,5-テトラカルボン酸（英語、Benzene-1,2,4,5-tetracarboxylic Acid）は、ベンゼンや安息香酸やフタル酸の誘導体の1つである。ピロメリト酸（英語、Pyromellitic Acid）とも呼ばれ、片仮名転記ではピロメリット酸と書かれることもある。CAS登録番号は、89-05-4。

## 構造と性質

ベンゼン-1,2,4,5-テトラカルボン酸の線角構造式。

ベンゼン-1,2,4,5-テトラカルボン酸の分子式はC10H6O8で、分子量は約254.15である

。
常温常圧では固体であり、融点は約276 ℃

。
加熱すると、分子内で脱水して、ベンゼン-1,2,4,5-テトラカルボン酸二無水物を生ずる

。

## ベンゼン-1,2,4,5-テトラカルボン酸二無水物
ベンゼン-1,2,4,5-テトラカルボン酸二無水物は、ベンゼン-1,2,4,5-テトラカルボン酸の1位と2位のカルボキシ基から1分子の水が、同様に4位と5位のカルボキシ基から1分子の水が外れた分子であり、分子式はC10H2O6で、分子量は約218.12である

。
常温常圧では昇華性の固体で、クロロホルムやヘキサンには溶解せず、アセトンや酢酸エチルには溶解する

。
ベンゼンヘキサカルボン酸（メリト酸）と硫酸と二硫酸カリウムとを混合して加熱することによって、ベンゼン-1,2,4,5-テトラカルボン酸二無水物が生ずる

。